# Phare de Portland Bill
Le phare de Portland Bill est un phare situé sur Portland Bill (en), une péninsule à l'extrémité sud de l'Île de Portland, dans le comté du Dorset en Angleterre. Le phare de Portland Bill guide le passage des navires dans cette zone dangereuse et sert de repère aux navires naviguant dans la Manche.
Ce phare est géré par la Trinity House Lighthouse Service de Londres, l'organisation de l'aide maritime des côtes de l'Angleterre. En tant que phare le plus grand et le plus récent de Portland, il porte une large rayure rouge au milieu de la tour peinte entièrement en blanc.
Il est maintenant protégé en tant que monument classé du Royaume-Uni de Grade II depuis 1993.

## Histoire
Les deux premiers phares de Portland Bill, maintenant connus sous le nom de Old Higher et Old Lower, ont été construits en 1716, puis reconstruits en 1869 par Trinity House. Ils ont été mis hors service après l'achèvement du phare actuel. Au début du XXe siècle, Trinity House a proposé des plans pour la construction d'un nouveau phare à l'extrémité de Portland Bill, pour remplacer les deux phares et a acquis le terrain nécessaire en 1903.
En octobre 1903, l'entreprise Wakeham Bros. de Plymouth a commencé les travaux. La société Chance & Co de Birmingham a fourni et équipé la lanterne. Le phare a été achevé en 1905 et le feu a été allumé pour la première fois le 11 janvier 1906. Le 18 mars 1996, le phare a été automatisé et contrôlé par le Centre des Opérations de Trinity House à Harwich.

### Attraction touristique
Comme attraction principale de Portland, le phare de Portland Bill est ouvert aux visites et possède un centre d'accueil installé dans les logements de l'ancien phare. Ce centre a été fermé en septembre 2013 en raison d'un manque de financement, mais un nouveau centre rénové a ouvert en 2015. Les visites du phare dure environ 45 minutes, et les visiteurs peuvent grimper les 153 étapes jusqu'à la galerie de la lanterne.
Devant lui se trouve aussi l'obélisque de Trinity House, un amer construit en 1844.

### Lampe et signal de brouillard
Le phare utilise désormais une lampe d'un Kw et une lentille rotative catadioptrique de 1er ordre. La lumière clignote quatre fois toutes les 20 secondes, une intensité de 635 000 candela, avec une portée maximum de 40 km. Le signal de brouillard donnait une explosion de quatre secondes toutes les 30 secondes, avec une portée de plus de 3 km. Il a été mis hors service en 1996, mais restauré en 2003 pour le bénéfice des visiteurs.
Identifiant : ARLHS : ENG-273 - Amirauté : A0294 - NGA : 0448 .
|                       |
| Le phare (vue de mer) |

|                      |
| Le phare (intérieur) |

|                              |
| L'obélisque de Trinity House |

### Lien connexe
- Liste des phares en Angleterre